# Celeste Cabañez
María Celeste Cabañez (Mendoza, 12 agosto 1986) è una cestista argentina.

## Carriera
Con l'Argentina ha disputato i Campionati americani del 2007.